# Instituto Presbiteriano Mackenzie
El Instituto Presbiteriano Mackenzie es una institución educativa de naturaleza confesional presbiteriana cuyo objetivo es desarrollar actividades dentro de un ambiente de fe reformada, siendo también la sostenedora de la Universidad Presbiteriana Mackenzie (UPM), la Facultad Presbiteriana Mackenzie Rio (FPM RIO), la Facultad Presbiteriana MAckenzie Brasilia (FPMB) y la Facultad Evangélica Mackenzie de Paraná. A pesar de llevar nombres iguales, cada una es independiente y autónoma por disposición constitucional.
Posee una red educacional tradicional fundada por misioneros presbiterianos en 1870 en la ciudad de São Paulo, Barueri (Campus Tamboré), Brasilia, Campinas, Río de Janeiro, Castro y Palmas. Abarca desde la enseñanza primaria hasta el posgrado pasando por media y superior. Esta subordinada a la Iglesia Presbiteriana de Brasil y tiene como filosofía institucional junto a la universidad la total independencia y libertad para investigar cualquier tema no permitiéndose ningún tipo de censura por tradición o creencias religiosas.